# Inga rugosa
Inga rugosa är en ärtväxtart som beskrevs av Henry Hurd Rusby. Inga rugosa ingår i släktet Inga och familjen ärtväxter. Inga underarter finns listade i Catalogue of Life.